# Jan Mazoch
Jan Mazoch (* 5. září 1985 Čeladná) je bývalý český skokan na lyžích. Je vnukem skokana na lyžích a olympijského vítěze Jiřího Rašky.

## Život
Vystudoval Střední průmyslovou školu ve Frenštátě pod Radhoštěm.
Na mezinárodní závody se Mazoch dostal v šestnácti letech a svůj potenciál naznačil již v při své premiéře: ve Svatém Mořici v závodě Kontinentálního poháru obsadil 12. místo. Týž rok skončil devátý na juniorském mistrovství světa.
Český skok se nenacházel v dobré situaci, a tak se reprezentační trenér musel spoléhat i na služby šestnáctiletého Jana Mazocha a povolal jej na Zimní olympijské hry v Salt Lake City. Mazoch se sice na středním ani velkém můstku do druhého kola neprobojoval, ale s 35. a 36. místem byl nejlepším z Čechů. Při své premiérové sezóně byl sedmý v závodě Kontinentálního poháru, na domácím mistrovství světa v letech na lyžích skončil na 26. příčce a prvně se probojoval do soutěže Světového poháru (41. příčka).
V sezóně 2002/2003 prvně bodoval v závodě Světového poháru – na domácí půdě v Liberci obsadil 27. místo. Na mistrovství světa juniorů ve švédském Solleftea získal bronz. V následujících letech se zřídka prosadil do bodované třicítky světového poháru, v Kontinentálním poháru získal v sezóně 2004/2005 dvě stříbra, dva bronzy a ve svém posledním závodě sezóny v Zakopanem dokonce vyhrál.
Ve Světovém poháru se však stále pořádně neprosadil. Jeho nejlepším umístěním bylo 22. místo v Pragelatu. Důvodem jeho neúspěchů je i „nadváha“. Před olympiádou v Turíně vážil 67 kilogramů, což je na skokana příliš. Správně by měl mít zhruba o čtyři kilogramy méně. „Na můstku K 120 to dělá třeba i šest sedm metrů, což je dnes posun asi o dvacet příček,“ řekl MF Dnes. V Pragelatu skončil na středním můstku na 36. místě, na velkém můstku dostal přednost Ondřej Vaculík a Mazoch tak do závodu nenastoupil.
Dne 20. ledna 2007 byl po prvním kole v závodě v Zakopanem patnáctý, ve druhém kole ale měl těžký pád, při kterém se udeřil do hlavy a v bezvědomí byl převezen do nemocnice. Pozdě večer byl transportován do nemocnice v Krakově. Jeho stav byl vážný, několik dní byl udržován v umělém spánku. Po probuzení z něj se rychle zotavoval, do Čech byl letecky převezen 31. ledna 2007. Protože bylo druhé kolo v Zakopanem zrušeno, do výsledků se zapsalo 15. místo z prvního kola jako jeho nejlepší výsledek ve Světovém poháru vůbec. Jeho rehabilitace pokračovala úspěšně a mohl se vrátit ke svému sportu. V září 2007 absolvoval na nejmenovaném můstku za hranicemi České republiky první skok po svém pádu.
Rok po návratu však Mazoch ohlásil konec kariéry a 17. srpna 2008 se s aktivním skákáním rozloučil na domovském můstku ve Frenštátě pod Radhoštěm. Jako důvod uvedl strach, který se začal prohlubovat již v zimní sezoně, tedy asi půl roku před konečným rozhodnutím. Po posledním skoku chtěl lyže pověsit na hřebík a z můstku se už nikdy nespustit, nyní je pro něj důležitá rodina. V červnu 2008 se oženil s přítelkyní Barborou, s níž má dcery Viktorii a Vanessu. Se ženou se rozešli v září 2011 a na jaře 2012 se rozvedli.
Skokanem na lyžích je i jeho mladší bratr Jiří.